# Captain Mar-Vell
Cet article possède un paronyme, voir Captain Marvel.
Pour le personnage féminin appelé Captain Marvel depuis 2012, voir Carol Danvers
Mar-Vell, alias Captain Marvel (ou Captain Mar-Vell) est un super-héros évoluant dans l'univers Marvel de la maison d'édition Marvel Comics. Créé par le scénariste Stan Lee et le dessinateur Gene Colan, le personnage de fiction apparaît pour la première fois dans le comic book Marvel Super-Heroes #12 en décembre 1967.
Au départ capitaine de l'armée impériale de la race extraterrestre Kree puis un super-héros, ses aventures ont été publiées de 1968 à 1979 dans Captain Marvel, 1re série (62 numéros).
Sa mort, due à un cancer, est relatée dans le roman graphique Marvel Graphic Novel (en) #1 : The Death of Captain Marvel (1982), écrit et dessiné par Jim Starlin.
Aussi connu sous le pseudonyme du Dr Walter Lawson, le personnage a été adapté au cinéma dans le film Captain Marvel (2019) avec une version féminine réinventée du personnage, incarnée par l'actrice Annette Bening. Dans cette version, Mar-Vell est une scientifique Kree qui a adopté le pseudonyme de Wendy Lawson.

## Présentation
Mar-Vell, un capitaine de l'armée impériale de l'empire spatial extraterrestre Kree, est envoyé sur la Terre comme espion pour enquêter sur le niveau de développement technologique des terriens, en préparation à une invasion future.
Mais, décidant de désobéir aux ordres de ses supérieurs, le colonel Yon-Rogg (en) et Ronan l'accusateur, il est condamné pour désobéissance par l'Intelligence suprême (en) Kree et banni dans la Zone négative. Il parvient à s'en échapper grâce à ses bracelets qui lui donnent ses pouvoirs.
Pendant un temps, il partage une connexion avec Rick Jones, un jeune terrien avec lequel il peut échanger ses atomes au moyen des bracelets qui les relient. Il se trouve par la suite au centre du conflit entre les empires spatiaux Kree et Skrull (Guerre Kree-Skrull). Son ennemi principal devient Thanos.

## Historique de la publication

### Création du personnage par Stan Lee (1967)
Le premier personnage de comics surnommé « Captain Marvel » et appartenant à l'univers Marvel est initialement créé en 1967 par l'éditeur Stan Lee, pour protéger les droits de la société d'édition Marvel Comics sur le nom de ce personnage.
Auparavant, dans les années 1940, le nom « Captain Marvel » avait été porté par un autre héros, « Shazam », créé par Charles Clarence Beck. Sa société d'édition, Fawcett Publications, cessa de publier des comic books en 1953.
En 1966-1967, la publication par un concurrent d’une éphémère série (6 numéros) intitulée Captain Marvel déclencha les tractations pour le rachat des droits d'utilisation du nom par Marvel Comics. Marvel acheta les droits sur le titre et le droit de créer un nouveau personnage. Les droits de publication sur le personnage originel de Beck (Shazam) furent acquis en 1972 par DC Comics, qui ne put cependant publier de revue portant le titre « Captain Marvel ».
Captain Mar-Vell (le premier Captain Marvel de Marvel Comics) apparaît pour la première fois dans le comic book Marvel Super-Heroes #12 en 1967. Pour créer ce personnage, Stan Lee choisit de réutiliser l'empire militariste et galactique des Kree, les personnages de Ronan l'Accusateur et la Sentinelle 459 qu'il avait introduits la même année dans Fantastic Four #64-65. Mar-Vell est alors dessiné par Gene Colan.

### Début de la sérieCaptain Marvel(1968)
Après sa publication dans Marvel Super-Heroes #13 en mars 1968 (avec la création du personnage de Carol Danvers), personnage de Mar-Vell / Captain-Mar-Vell obtient sa propre série en mai 1968 (qui commence avec la suite directe de l'histoire débutée dans Marvel super-heroes), intitulée Captain Marvel (vol. 1), mensuelle jusqu’au début de 1970.
Ses histoires sont écrites par Roy Thomas puis par Arnold Drake. Les dessins sont l'œuvre de Gene Colan puis de Don Heck.

### Redéfinition du personnage par Gil Kane et Roy Thomas (1969)
Après le départ de Stan Lee du titre, puis de Roy Thomas en 1968, les ventes de la série Captain Marvel étaient devenues médiocres, nécessitant une refonte du personnage. Il est transformé par Roy Thomas et Gil Kane (dans Captain Marvel #17, 1969) avec un nouveau costume et de nouveaux pouvoirs. Apparaissant d'abord sous son costume blanc et vert de capitaine Kree, Mar-Vell reçoit de l'Intelligence suprême (en) Kree son nouveau costume rouge et bleu dans le #16 (septembre 1969) qu'il détiendra jusqu'à sa mort. Cependant, les Nega-Bands qui en font partie ont rapidement piégé Mar-Vell dans la zone négative. C'est dans l'épisode suivant que Rick Jones a développé un lien psychique avec le héros Kree, partageant des molécules via les Nega-Bands et leur permettant d'échanger des places à travers la zone négative.
On obtient une situation peu différente de celle du Captain Marvel originel de Charles Clarence Beck, qui avait imaginé un adolescent qui pouvait se transformer en un super-héros et auquel les jeunes lecteurs pouvaient s’identifier.

### Interruption de la série
Après quelques épisodes, les ventes du titre faiblissent. Le titre est interrompu une première fois en janvier 1970. Marvel fait une première tentative de relance (Captain Marvel #20-21, en juin-août 1970). Le résultat est décevant et la publication cesse de paraitre pendant plus de deux ans.

### Avengers:La Guerre Kree - Skrull(1971-1972)
Après l'interruption de la série Captain Marvel en août 1970, Roy Thomas fait de Mar-Vell et de Rick Jones les principaux protagonistes d'une saga parue dans la série Avengers #89-97 (1971-1972) où ceux-ci interviennent lors du conflit entre les races Kree et Skrull.

### Nouvelle direction par Jim Starlin (1973)
À la suite du succès de cette mini-série, le comics Captain Marvel, interrompu en 1970, reparaît à la fin de 1972. Auparavant mensuel, il devient bimestriel. Cependant, les premiers résultats au sujet des ventes de cette relance sont décevants.
En 1973, Marvel autorise Jim Starlin à revoir les pouvoirs du personnage en ne changeant que modérément son apparence. Ce cycle, entièrement conçu et réalisé par Starlin, paraît dans Captain Marvel #25-33 (1973-1974). Avec sa dimension « space opera », l'histoire relance la série Captain Marvel et transforme Mar-Vell en un « super-héros cosmique ».
Les histoires écrites par Jim Starlin seront rééditées plus tard dans les années 1980 avec un nouveau découpage en chapitres, sous le titre « The Life of Captain Marvel » (1985-1986) et réunies dans un recueil (trade paperback (en)) sous le même titre, en 1991.

### Fin de la série (1979)
En 1974, après la guerre contre Thanos, le scénariste Jim Starlin quitte la série pour se consacrer au personnage d'Adam Warlock. Il est remplacé par Steve Englehart et Al Milgrom. À partir de 1977, Steve Englehart est remplacé par Gerry Conway et Scott Edelman pour la réalisation des scénarios.
Après le départ de Jim Starlin en 1974, les ventes de la série Captain Marvel déclinent. Elle est arrêtée définitivement en 1979, avec Captain Marvel #62. Les derniers épisodes sont publiés dans Marvel Spotlight (vol. 2) #1-4 et #8 (1979-80) dans l’histoire « on Captain Marvel ».

### La Mort de Captain Marvel(1982)
En 1982, dans Marvel Graphic Novel (en) #1 : The Death of Captain Marvel (La Mort de Captain Marvel), premier roman graphique publié par Marvel, écrit et dessiné par Jim Starlin, le Captain Mar-Vell meurt d'un cancer sur la planète Titan, lune de Saturne, en présence d'une grande partie de la communauté des super-héros de l’univers Marvel.
La décision de « tuer » Mar-Vell fut prise pour lancer la collection de romans graphiques Marvel (Marvel Graphic Novel) et parce que, comme le dirait plus tard Jim Starlin dans une interview en 2000 : « Marvel voulait se débarrasser du personnage, parce que personne ne savait comment l'écrire ». « Je l'avais emmené dans cet univers métaphysique et mystique et les autres auteurs ne s'y firent jamais. ».
A l’époque de la mort du personnage, le propre père de Starlin venait de mourir d'un cancer ; Starlin dira qu’écrire ce roman graphique fut pour lui une sorte de thérapie. Jim Starlin retourna à son personnage, avec la contrepartie que Marvel publie son roman graphique Dreadstar.

### La Légende de Captain Marvel(1997)
En 1997, dans une mini-série de 3 numéros, The untold Legend of Captain Marvel de Tom Brevoort et Mike Kanterovich, est racontée une histoire située avant l'arrivée de Mar-Vell sur terre.

## Biographie du personnage

### Origines: Mar-vell, officier de l’empire Kree, traitre et héros
- The Untold Legend of Captain Marvel #1-3 (1997)
- Marvel Super-Heroes ((vol. 1)) #12-13 (1967)
- Captain Marvel (vol. 1) #1-11 (1968-1969)

Captain Mar-Vell est au départ un officier extra-terrestre de la Milice Impériale Kree. Envoyé en mission sur une planète envahie par des créatures de l'espèce des Brood (parasites alien ressemblant à des insectes) pour retrouver un grand-amiral Kree disparu, il est accompagné par le colonel Yon-Rogg (en) et l’officière médicale Una.
Après cette mission, Mar-Vell fait partie avec Una d'une unité spéciale commandée par Yon-Rogg et dépêchée sur Terre afin d'observer (espionner) la technologie terrienne, dont les ressources intéressaient beaucoup l'empire Kree pour établir une colonie. Lors de son arrivée en Floride dans la base de la NASA à Cap Canaveral, Mar-Vell prend l’identité du Dr Walter Lawson dont il assiste à la mort, causée par Yon-Rogg. Cela lui permet d’accomplir sa mission.
Mar-Vell n’était à la base doté d’aucun super-pouvoir mais disposait de toutes les avancées technologiques et des connaissances scientifiques de l’empire Kree, ainsi que de l'avantage d'être né sur une planète de plus faible gravité que celle de la Terre. Il n’avait pas de costume mais portait l'uniforme vert et blanc des capitaines de l’armée impériale Kree. Il s'agit d'une combinaison de combat qui décuple ses forces et absorbe les chocs. Il est également doté d'une ceinture à réaction qui lui permet de se déplacer par bonds ou en volant. Son arme est un pistolet ou un bracelet à uni-rayon, un rayon universel ayant diverses capacités de destruction comme de réparation. Il devait prendre régulièrement une potion oxygénante pour pouvoir respirer dans l’atmosphère terrestre, sans le casque de son uniforme militaire.
Mar-Vell fait ensuite la connaissance de Carol Danvers, chargée de la sécurité et du contre-espionnage sur le site de lancement de fusées de Cap Canaveral.
Le supérieur de Mar-Vell, le colonel Yon-Rogg était amoureux de Una. Pour se débarrasser de son rival Mar-Vell, il déclenche l'activation de la Sentinelle 459 (un robot Kree). Mar-Vell vainc la sentinelle ; il est ensuite baptisé « Captain Marvel » par les employés de la NASA présents lors du combat, le prenant pour un nouveau super-héros.
Parallèlement aux combats, l'histoire est centrée sur l’amour de Mar-Vell pour Una, la jalousie de son supérieur Yon-Rogg ainsi que les soupçons et l’affection de la terrienne Carol Danvers pour Mar-Vell. Yon-Rogg essayera par tous les moyens de discréditer ou d'éliminer son rival et subordonné Mar-Vell.
Progressivement, Mar-Vell comprend les intentions de ses supérieurs (le colonel Yon-Rogg et Ronan l'Accusateur, le ministre Zarek et Supremor, alias l'Intelligence suprême (en)) et se rebelle, prenant parti pour la Terre tandis que l’empire Kree l’accuse de trahison.
Devenu indépendant, le capitaine Kree combat pour défendre la Terre toutes sortes de menaces (une bactérie mortelle, la Sentinelle 459, Quasimodo, le Métazoïde, un mutant créé par l'URSS, Solam, le Super-Skrull, le robot tueur Cyberex, une organisation criminelle et les Aakoniens).
Après avoir désobéi à des ordres du conseil suprême de l'empire Kree, Mar-Vell est condamné par Ronan l'Accusateur à être fusillé pour haute trahison. Lors de son exécution, l'unité dirigée par Yon-Rogg est attaquée par des Aakons ; Mar-Vell peut s'enfuir mais son amour Una est tuée (à cette époque en 1969, la mort d'un personnage principal d'un comics était rare).

### Métamorphose de Mar-Vell et association avec Rick Jones
- Captain Marvel (vol. 1) #11-21 (1969-1970)
- Avengers #89-97 (The Kree-Skrull War, 1971-1972)
- Captain Marvel (vol. 1) #22-24 (1972-1973)

Après la mort de Una, Zo, une entité cosmique créée par Ronan l'accusateur et le ministre Zarek, accorde à Mar-Vell de nouveaux pouvoirs (dont celui de voler dans les airs). Mar-Vell s’engage en contrepartie à servir Zo quand il le demandera.
En déjouant le complot de Ronan l'accusateur et de Zarek contre l’Intelligence suprême (en), Mar-Vell conserve définitivement certains de ses nouveaux pouvoirs. Il abandonne son uniforme militaire de capitaine (vert et blanc) et acquiert un costume plus super-héroïque (costume de couleur rouge, jaune et bleu-nuit), mais l’Intelligence suprême l'envoie dans la Zone négative (un univers parallèle au nôtre et sans vie).
La seule façon pour Mar-Vell de sortir de la Zone négative est d'échanger ses atomes avec un être de notre univers. Il réussit à convaincre par télépathie un jeune homme, Rick Jones de porter des bracelets en métal spécial (appelés Néga-bracelets, « Nega-bands » en VO) qui leur permettraient d’échanger leurs places pour une durée limitée, Rick Jones ne pouvant pas rester dans la Zone négative plus de trois heures à la suite.
Les Néga-bracelets permettent également à Mar-Vell de voler dans les airs et de générer de l’énergie, les bracelets restant aux poignets de celui des deux héros qui se trouve sur Terre, lui laissant l'initiative de libérer son alter ego de la Zone négative en les frappant l'un contre l'autre.
De retour dans notre univers, Mar-Vell affronte son ancien supérieur, devenu son ennemi juré : Yon-Rogg (en). Lors de ce combat, Yon-Rogg prend Carol Danvers en otage. Yon-Rogg est finalement tué mais Carol est contaminée par des radiations du « psyche-magnitron ». Elle acquiert ultérieurement des pouvoirs surhumains et devient Miss Marvel, ainsi qu’un costume rouge et noir semblable à celui de Mar-Vell.
Par la suite, le duo Rick Jones/Mar-Vell tente à plusieurs reprises de se libérer de la chaîne qui les retient. Ils vont à la rencontre du docteur Bruce Banner (Hulk) dans son laboratoire, pour tenter de faire revenir Mar-Vell définitivement dans notre dimension. Puis Mar-Vell se rend au Baxter Building où il utilise le portail de Mr Fantastique vers la Zone négative pour libérer Rick Jones. Les deux personnages peuvent alors coexister dans le même univers.
Immédiatement après, commence la célèbre guerre Kree Skrull dans laquelle Captain Marvel intervient et où les empires Kree et Skrull s’affrontent.
Ronan l'accusateur, qui s'était échappé de la prison où l'avait placé l'Intelligence suprême, renverse l'autorité suprême Kree puis libère la Sentinelle 459, gardée à Cap Canaveral. Il l'utilise pour capturer Mar-Vell afin de se venger de sa détention. Après avoir été secouru par les Vengeurs, Mar-Vell est capturé par le Super-Skrull qui lui ordonne de fabriquer un « projecteur omni-ondes » (« omni-wave projector » en VO), un moyen de communication qui peut aussi devenir une arme et qui avait été développé par les techniciens de l'empire Kree. Espérant utiliser cette arme, les Skrulls lancent leur armada pour combattre les Kree.
Rick Jones joue un rôle clé dans l'issue de la guerre mais, à la fin, reste inanimé ; Mar-Vell se sacrifie et Rick absorbe son énergie vitale. Ainsi, les deux héros reviennent à leur existence enchainée. Du fait de son affaiblissement, Rick Jones perd temporairement la possibilité d'échanger ses atomes avec ceux de Mar-Vell. Le professeur Savannah conçoit un traitement par rayonnements électromagnétiques qui rétablit la possibilité d’échange. Mais, du fait d'un effet secondaire des radiations, Mar-Vell acquiert la capacité de canaliser le rayonnement solaire et de projeter des jets de force. Rick Jones et Mar-Vell combattent ensuite des menaces telles que Megaton l'assassin et le Dr. Atom.

### Protecteur de l’univers
- Captain Marvel (vol. 1) #25-34 (1973-1974)

Le super-vilain Thanos, l'un des Éternels de Titan, le satellite de la planète Saturne, capture Rick Jones et obtient de lui le secret de l’emplacement du Cube cosmique (celui fabriqué par les Skrulls) qui lui donne une puissance quasi-illimitée. Il envoie le Contrôleur affronter les Vengeurs. À la fin du combat, Mar-Vell est capturé par l’entité cosmique Eon qui lui montre l’horreur de la guerre et la vanité de ses combats précédents en tant que militaire Kree.
Captain Marvel est libéré et acquiert la « conscience cosmique », une perception globale de l'Univers lui permettant d'anticiper les actions et les mouvements de ses adversaires, ainsi qu’une adresse et des réflexes décuplés. Il est désigné « Protecteur de l’univers » par Eon.
Mar-Vell et Rick Jones, aidés de Drax le Destructeur, Dragon-Lune, Mantis, des Vengeurs et de l’ordinateur Isaac, continuent la lutte contre Thanos. Mar-Vell remportera lors de ce combat cosmique sa plus grande victoire.

### Périple cosmique
- Captain Marvel (vol. 1) #35-62 (1974-1979)
- « on Captain Marvel », Marvel Spotlight (vol. 2) #1-4 et #8 (1979-80)

Mar-Vell se rend ensuite sur la Lune pour combattre la Légion lunatique (une faction de comploteurs militaires Kree dirigée par Zarek et Ronan l'accusateur qui avait établi une base militaire sur la face cachée de la Lune), puis comparaît lors du procès du Gardien Uatu pour le défendre. Avec l’aide de la plante Millenia Bloom, il déjoue les plans de l’Intelligence suprême (en) qui voulait absorber Rick Jones afin de gagner la supra-capacité (la « Force Destinée ») avec laquelle Rick Jones avait défait la totalité de l'empire Kree pendant la guerre Kree-Skrull.
Après un long périple, Mar-Vell, de retour sur terre, affronte à nouveau Ronan et ses agents Cheetah et la Sentinelle 459. Il aide les Vengeurs à vaincre le Super-Adaptoïde (une créature qui pouvait imiter les pouvoirs de toute personne) et affronte Drax le Destructeur. Au cours du combat avec le Super-Adaptoïde, Rick Jones arrive à quitter la Zone négative en échangeant sa place avec le Super-Adaptoïde. Mar-Vell et Rick sont définitivement séparés.
Mar-Vell rencontre ensuite le Dr. Minerva et empêche la Guerre des trois Galaxies. Il aide Adam Warlock, les Vengeurs, Dragon-Lune, la Chose et Spider-Man à déjouer le plan de Thanos qui voulait sacrifier à la Mort toutes les étoiles de l’univers. Au cours de l’affrontement avec Thanos, l’être artificiel Adam Warlock perd la vie, emmenant Thanos dans la mort avec lui. Mar-Vell assiste à la mort de Warlock.
Il rencontre l’alter-ego de Carol Danvers, Miss Marvel, aide les Vengeurs et les Gardiens de la Galaxie contre Michael Korvac puis affronte à nouveau Nitro. Pendant une courte période, il obtient un emploi temporaire au Colorado Observatory et affronte Deathgrip (« Contactus » en version française).
Il retourne ensuite sur Titan pour arrêter Isaac-Prime, le corps androïde de l'ordinateur ISAAC (en) et ses créations Stellarax, Lord Gaea et Chaos. Il devient à cette occasion un allié proche des Titans et tombe amoureux de Elysius (en), un être artificiellement créé possédant les attributs des Éternel de Titan. Il reçoit un avertissement d’Eon. Mar-Vell et Elysius commencent alors leur une relation, vivant alternativement sur Terre ou sur Titan, ce qui durera jusqu’à la mort de Mar-Vell.
Revenu sur Terre, Mar-Vell affronte les Voleurs d’âmes, des êtres venus d’une autre dimension, puis retrouve Rick Jones et combat à nouveau Hulk. Aux côtés des Quatre Fantastiques, il déjoue les plans d’une expédition Skrull sur Terre ; mais, incapable de trouver sa place sur cette planète, il part s’installer sur Titan, renonçant pour l’essentiel à ses activités de héros.

### Mort
- Marvel Graphic Novel (en) #1 : « The Death of Captain Marvel » (1982)

Mais le destin de Mar-Vell n'était pas de vivre cette vie tranquille, et un évènement lié à son passé fait basculer son existence.
Après plusieurs mois passés sur la lune de Saturne, Mar-Vell découvre qu'il est atteint d'un cancer des poumons, provoqué par le « composé 13 », un gaz toxique qu'il avait inhalé par mégarde quand il avait empêché le super-vilain Nitro de dérober une bonbonne contenant ce gaz. La bonbonne eut une fuite et, bien que Mar-Vell réussît à sceller le container, il fut exposé au gaz.
Son métabolisme extraterrestre permit à Mar-Vell de survivre, mais l'intoxication se traduit finalement par un cancer incurable, malgré l'intervention des plus grands héros terrestres qui accourent à son chevet pour tenter de le sauver. Mais ni les recherches des Titans, ni celles des plus grands scientifiques de la communauté des héros de la Terre n'arrivent à trouver un remède à sa maladie.
Après avoir fait ses adieux, Mar-Vell s'éteint sur Titan, entouré d’Elysius (en), des Titans et de la quasi-totalité des héros de la Terre. Même les Skrulls, pourtant la race ennemie des Kree, font envoyer un ambassadeur afin de décerner à Mar-Vell la médaille Skrull de la valeur, honorant ainsi le plus valeureux adversaire qu'ils aient connu, aussi bien au combat que dans ses actions.
Revenus sur Terre, les Vengeurs font de Mar-Vell un membre de leur équipe à titre posthume, tandis que sur Titan est érigé un monument à sa mémoire.

## Pouvoirs et capacités
À son arrivée sur Terre, Mar-Vell ne possédait aucun super-pouvoir, mis à part sa force et sa longévité supérieures à celles de la plupart des humains, grâce à sa physiologie avancée du peuple Kree. Les Kree ont évolué avec des niveaux de force physique supérieurs à ceux des humains pour combattre les gravitations plus lourdes de leurs planètes d'origine.
L'entraînement militaire de Kree par Mar-Vell lui permet de maîtriser toutes les formes de combat sans armes et d'avoir une connaissance approfondie de la technologie de l'empire Kree.
En tant que soldat, il est équipé d'un dispositif appelé « faisceau universel » (ou « faisceau unique »), d'abord un pistolet, mais plus tard converti en un dispositif monté au poignet capable de projeter de l'énergie; émettant des rayons de noirceur pure et contrôlant le magnétisme .
Lorsqu'il est manipulé par « Zo » (en réalité Zarek, le ministre impérial des Kree), Mar-Vell avait été grandement amélioré, ses capacités physiques augmentées au point d'écraser la substance la plus dure connue des Kree, ce qui lui permettait de se téléporter n'importe où dans l'univers, voler par ses propres moyens à des vitesses supérieures à la lumière et parcourt de vastes distances interstellaires et intergalactiques, ainsi que la capacité de projeter mentalement des illusions. La plupart de ces capacités ont été perdues lorsque Mar-Vell a remporté les Nega-Bands qui convertissent l'énergie psionique de Mar-Vell en une plus grande force, durabilité, vitesse, vol et lui permettent de se déplacer sans protection dans l'espace sans avoir à respirer.
Après les traitements aux rayons photons, Mar-Vell est capable d’absorber l’énergie solaire afin d’accroître sa force. Après sa rencontre avec Eon, il commence à utiliser son énergie solaire pour voler, laissant sur son passage une traînée scintillante.
Après avoir été nommé « Protecteur de l'univers » par Eon, Mar-Vell acquiert une conscience cosmique, ce qui lui permet (entre autres) de détecter les menaces et de percevoir les modifications de l'univers tant qu'elles sont importantes pour lui. Cette prise de conscience peut également être utilisée en interne, ce qui l’avertit de son cancer en phase terminale avant même qu’il ne soit médicalement confirmé.

## Entourage

### Successeurs et enfants

#### Protecteurs de l'univers
Le successeur de Mar-Vell en tant que Protecteur de l’univers est Wendell Vaughn.
Lors d'un voyage sur Uranus, l'entité cosmique Eon lui a révélé le pouvoir des bracelets de Mar-Vell. Eon a ensuite proposé le rôle de protecteur de l'univers à Wendell Vaughn, qui l'a accepté. Wendell Vaughn était un ancien agent du SHIELD, qui fut d’abord appelé Marvel Boy (troisième personnage à porter ce nom), puis Marvel Man, mais est désormais plus connu sous le nom de Quasar (depuis 1989, V. Quasar). La fille de Mar-Vell, Phyla-Vell, a pris la succession et le nom de Quasar après la mort de Wendell Vaughn causée par Annihilus (en 2006).

#### Genis-Vell et Phyla-Vell
La femme de Mar-Vell, Elysius, a utilisé le matériel génétique de son mari pour créer un fils, vieilli artificiellement, Genis-Vell. Lors d'une crise de folie de Genis, celui-ci provoqua la création d'une sœur, Phyla-Vell.

#### Les nouveaux capitaines Marvel
Après sa mort, Mar-Vell a inspiré de nombreux Captain Marvel, dont deux enfants posthumes : Genis-Vell et Phyla-Vell, et un clone. En janvier 2007, le retour d’un double de Mar-Vell, issu d’un autre univers spatio-temporel et créé avant le déclenchement de sa maladie, a été annoncé dans : Civil War : The Return (écrit par Paul Jenkins, janvier 2007).
Il est réapparu en 2007 dans : Captain Marvel, vol. 5, #1-5 (Novembre 2007 - avril 2008) écrit par Brian Reed et dessiné par Lee Weeks. Dans le numéro 5 de cette mini-série, il est révélé que ce double, se faisant passer pour Mar-Vell, est Khn'nr, un agent dormant des Skrulls, lesquels lui avaient inoculé l'ADN et les souvenirs de Mar-Vell. Au cours de la transformation les souvenirs et la personnalité de Khn'nr furent détruits.

#### Hulkling
Lors de la guerre des Krees et des Skrulls, Mar-Vell eut une liaison avec la princesse Skrull Anelle. Hulkling / Teddy Altman / Dorrek VIII est le fils de Mar-Vell et de la princesse Skrull Anelle. Il fut conçu pendant la guerre fratricide entre les empires Kree et Skrull et est membre des Young Avengers. Par son père, il est le demi-frère de Genis-vell et Phyla-vell. Il fut élevé par la princesse.
En 2008, le nouveau captain Marvel (khn'nr) et Hulkling se sont rencontrés dans Young Avengers presents #3 : Hulkling.

### Alliés

#### Carol Danvers
Carol Danvers est un personnage très lié à Mar-Vell. Apparue sous sa véritable identité dans les mêmes séries que Mar-Vell (Marvel Superheroes #13, Captain Marvel (vol. 1), 1967-1968), elle l’a accompagné dans ses aventures.
Attirée par Captain Marvel dans les premiers épisodes, elle acquit ses pouvoirs à son contact. Elle porta un costume rouge et noir, sous le nom Miss Marvel (à partir de 1977), analogue au second costume de Captain Marvel et eut son propre titre, Ms. Marvel, en 1977.
En joignant les Vengeurs et au contact des X-Men, elle utilisa les noms Binary et Warbird, et changea plusieurs fois de costume. Son deuxième costume, bleu et marqué d’un éclair jaune, a été inspiré par celui de Captain Marvel Junior, créé par Fawcett Publications.
Dans l'univers du crossover House of M paru en 2005, Carol Danvers avait porté le nom de Captain Marvel et était reconnue comme le héros le plus populaire de cet univers.
Depuis 2012, Carol Danvers est le personnage principal des sixième et septième séries Captain Marvel

#### Rick Jones, l'alter-ego de Mar-Vell
Après avoir longtemps suivi les destinées de Hulk et de Captain America, l'adolescent Rick Jones esseulé découvrit dans une grotte les nega-bracelets qui permettaient de migrer vers la zone négative et de libérer Mar-Vell. Cette relation dura de 1970 (Captain Marvel #17) à 1977 (Captain Marvel # 50), et l'adolescent partagea les aventures de Mar-Vell qui lui permit de se sauver de ses mauvais pas, tout en essayant de mener une carrière de chanteur pop, contrôlé par un agent appelé Mordecai P. Boggs.
Après cette collaboration, Rick Jones retourna, dans les années 1980, avec Hulk. Il fut associé, à la fin des années 1990, à Genis-Vell, le fils créé artificiellement après la mort de Mar-Vell.

#### Una, Anelle et Elysius
Una était la femme médecin Kree qui faisait partie de l'expédition de Mar-Vell sur Terre. Elle fut aimée par Mar-Vell et tuée à cause de la jalousie de son supérieur le colonel Yon-Rogg.
Lors de la guerre des Krees et des Skrulls Mar-Vell eut une liaison avec la princesse Skrull Anelle, de laquelle naquit Hulkling.
Elysius fut la femme de Mar-Vell, qui l'accompagna avant sa mort.

### Ennemis
Liste des personnages que Mar-Vell eut à affronter à plusieurs reprises :
| - le colonel Yon-Rogg (en), son supérieur dans l'armée impériale Kree ; - Ronan l'Accusateur ; - Sentry #459 (un robot tueur envoyé par l'empire Kree) ; - le Super-Skrull ; - Supremor ou l'Intelligence suprême (en) ; | - Annihilus, un habitant de la Zone négative ; - Drax le destructeur ; - Thanos ; - Nitro, l'homme explosif. |

## Versions alternatives

### What Ifet séries diverses
En 1968, la série Not Brand Echh de Marvel contint une parodie du premier arc narratif de Captain Marvel, intitulée « Where Stomps the Scent-ry ! », mettant en scène « Captain Mar-Vinn/Marvin »
De 1978 à 1980 puis les années 1990, des versions alternatives de Mar-Vell sont apparues dans What if ?.
En 1995, dans la dystopie Ruins écrite par Warren Ellis, Mar-Vell est le porte-parole d'une réserve Kree située en Indiana où les Kree, contaminés par des radiations, sont atteints de cancers.
En 1998, dans Avengers (vol. 3) #10-11, l'esprit de Mar-Vell est invoqué et son corps est ressuscité au sein de la cinquième Legion of the unliving. Dans Warlock #1-3 (1998), son corps a également été ressuscité.
En 2000 et 2003, Mar-Vell réapparaît deux fois dans les aventures de Genis-Vell écrites par Peter David.

### Mangas
En 2002, dans les numéros 1 à 3 de la série de romans graphiques Mangaverse faisant partie du Marvel Mangaverse, écrite et dessinée principalement par Ben Dunn, est apparue une version adolescente et portant des jeans de Captain Marvel : Marvin Ellwood (Marv-Ell), âgé de 12 ans.
En 2006, dans la mini-série Marvel Zombies (Terre-2149) et en juillet 2007, dans une couverture variante du crossover entre Marvel Zombies et Army of Darkness, apparaît le zombie Mar-Vell.
Fin 2006, Captain Marvel apparaît dans l'univers de Marvel Adventures dans Marvel Adventures: Fantastic Four #16.

### Earth-X,Univers XetParadise X
Dans la trilogie Earth-X, parue en 2000-2003, de Jim Krueger et Alex Ross, Mar-Vell a été réincarné comme le fils (encore enfant et âgé de 3 ans) de Lui (premier nom de Adam Warlock) et Elle (Kismet (en)).
Dans Earth-X, il acquiert l'Uni-power et les pouvoirs de Captain Universe (en). Dans Universe X, Mar-Vell convainc Thanos de faire disparaitre la Mort.
Dans Paradise-X, il construit un paradis au cœur de la Zone négative, au sein duquel les vivants ne peuvent mourir. Il est rejoint dans cette quête (une « croisade ») par Captain America. Le paradis devient le centre de combats et son étendue augmente au sein de la zone négative. Mar-Vell affronte Red Richards et une légion de héros qui veulent créer un substitut à la Mort.

## Publications

### Comics en V.O.
Cette liste n'est pas exhaustive.
Séries principales :
- Marvel Super-Heroes #12-13 (1967)
- Captain Marvel vol.1 #1-62 (1968-1979)
- Giant-Size Captain Marvel #1 (1975) réimpression de CM #17 et #20-21
- Marvel Spotlight vol.2 #1-4, #8 (1979-80)
- Marvel Graphic Novels #1 : The Death of Captain Marvel (1982)
- The Life of Captain Marvel #1-5 (1985) réunit CM #25-34, Iron Man #55 et Marvel Feature #12 (The Thing et Iron Man)
- The Untold Legend of Captain Marvel #1-3 (1997)

Avec les Vengeurs :
- Avengers #72 (1970),
- Avengers #89-97 The Kree-Skrull War (1971-72)
- Avengers 106, 108, 125 (Thanos Saga, 1974)
- Avengers annual 7 et Marvel Two-In-One Annual #2 la deuxième bataille contre Thanos, 1977
- Avengers #168 et 173-177 The Korvac Saga (1978)

Autres apparitions importantes :
- Sub-Mariner #30 (1970)
- Marvel Team-up #16-17 (1973)
- Daredevil #107 (1974)
- Ms. Marvel #19 (1978) rencontre avec Miss Marvel
- Marvel Two-In-One #45 (1978)

### Recueils en V.O. (trade paperbacks)
- The Life and Death of Captain Marvel réunit CM nos 25-34, Iron Man n°55, Marvel Feature #12, 1973-1974 et The death of Captain Marvel

Marvel Masterworks :
1. Marvel Masterworks : Captain Marvel n°1 (2005) réunit Marvel Super-Heroes nos 12-13 et Captain Marvel nos 1-9, 1967-1968.
2. Marvel Masterworks : Captain Marvel n°2 (2007) réunit Captain Marvel nos 10-21, 1968-1970
3. Marvel Masterworks : Captain Marvel n°3 (2008) réunit Captain Marvel nos 22-33 et Iron Man n°55 (1972-1974).
4. Marvel Masterworks : Captain Marvel n°4 (2012) réunit Captain Marvel nos 34-46 (1974-1976)
5. Marvel Masterworks : Captain Marvel n°5 (2014) réunit Captain Marvel nos 47-57 (1976-1978), The Avengers Annual, n°7 (1977) et Marvel Two-In-One Annual, n°2 (1978).

Essential Marvel :
1. Essential Captain Marvel n°1 (2008) réunit Marvel Super-Heroes nos 12-13 (1967-1968), Captain Marvel nos 1-21 (1968-1970) et Not Brand Echh n°9, 1968
2. Essential Captain Marvel n°2 (2013) réunit Captain Marvel nos 22-35, 37-46 (1972-1976), Iron Man n°55 et Marvel Feature n°12,

Avec les Vengeurs :
- Avengers : the Kree-Skrull War réunit Avengers nos 89-97, 1971-1972
- Essential Avengers n°4 (2004) contient The Kree-Skrull War (Avengers nos 89-97, 1971-1972)
- Essential Avengers n°6 (2008) contient Avengers n°125 et Captain Marvel n°33, 1974

### Traductions en français
Captain Marvel a été publié en France par les éditions Lug dans :
- Marvel n° 1-13 Marvel Super-Heroes #12-13, Captain Marvel #1-11
- Strange spécial origines n° 169, 181bis, 184 Captain Marvel # 15, 16, 17
- Strange n° 64-89 Captain Marvel #17-46
- Titans n° 13-34 Captain Marvel # 47-62, Marvel Spotlight on Captain Marvel, Marvel Two-In-One #45 (The Thing et Captain Marvel, 11-1978)
- Top BD n°1 : La Mort de Captain Marvel

Albums chez d'autres éditeurs :
- La Naissance de Captain Marvel (Arédit/Artima, 1980)
- La Vie de Captain Marvel (Semic, 1992)

## Équipes artistiques
Équipes artistiques sur la série Captain Marvel (1968-1979).
Scénaristes :
- Stan Lee (1967 : Marvel Super-Heroes #12)
- Roy Thomas (1968-1972 : Marvel Super-Heroes #13, Captain Marvel #1-4, #17-21)
- Arnold Drake (1968 : CM #5-12)
- Gary Friedrich (1969 : #13-15)
- Archie Goodwin (1969 : #16)
- Gerry Conway (1972 : #22-23, 1976 : #47-48)
- Mike Friedrich (1973-74 : #24-27, #32, #35)
- Jim Starlin (1973-74 : #26-34, 1982 : The Death of Captain Marvel)
- Steve Englehart (1973-1976 : #33-45)
- Al Milgrom (1975 : #37, #39)
- Chris Claremont (1976 : #46)
- Bill Mantlo (1976 : #47)
- Scott Edelman (1977-78 : #49-55)
- Doug Moench (1978-79 : #56, #58-62)
- Roger McKenzie (1978 : #57)

Dessinateurs :
- Gene Colan (1967-68 : Marvel Super-Heroes #12-13, Captain Marvel #1-4)
- Don Heck (1968-69 : #5-10, #16)
- Dick Ayers (1969 : #11-12)
- Frank Springer (1969 : #13-14)
- Tom Sutton (1969 : #15)
- John Buscema (1969 : #18)
- Gil Kane (1969-70 : #17-21)
- Wayne Boring (1972 : #22-24)
- Jim Starlin (1973-1975 : #25-34, #36, 1982 : The Death of Captain Marvel)
- Alfredo Alcala (1974 : #35)
- Al Milgrom (1975-1977 : #37-53)
- George Tuska et David Cockrum (1977 : #54)
- Pat Broderick (1978-79 : #55-62)

## Apparitions dans d'autres médias

### Jeux vidéo
Captain Marvel est un personnage du jeu vidéo Marvel: Ultimate Alliance (2006), qui revêt les costumes de Mar-Vell et de Genis-Vell.
Un autre personnage de jeu vidéo, le Capitaine Qwark, a un costume inspiré par le premier costume de Mar-Vell.

### Cinéma
Une version de Mar-Vell apparaît dans le film Captain Marvel (2019) de Anna Boden et Ryan Fleck. Dans cette version remaniée du personnage, l'actrice Annette Bening incarne une scientifique Kree qui a rejeté la guerre de son peuple contre les Skrulls. Mar-Vell fuit vers la Terre dans les années 1980 et utilise l'alias du Dr Wendy Lawson.